# Rhene (rivière)
La Rhene est une rivière allemande d'une longueur de 15 km qui coule dans les länder de la Rhénanie-du-Nord-Westphalie et de la Hesse. Elle est un affluent de la Diemel et donc un sous-affluent de la Weser.

## Traduction
- (de) Cet article est partiellement ou en totalité issu de l’article de Wikipédia en allemand intitulé « Rhene » (voir la liste des auteurs).